# 92 (nombre)
« Quatre-vingt-douze » et « Nonante-deux » redirigent ici. Pour l'année, voir 92.
Le nombre 92 (quatre-vingt-douze ou nonante-deux) est l'entier naturel qui suit 91 et qui précède 93.

## En mathématiques
Le nombre 92 est :
- Un nombre composé deux fois brésilien car 92 = 4422 = 2245.
- Un nombre pentagonal.
- Le nombre de solides de Johnson.
- Le nombre de solutions du problème des n-reines pour n = 8.

## Dans d'autres domaines
Le nombre 92 est aussi :
- Le numéro atomique de l'uranium, un actinide.
- le numéro de la sourate Al-Layl dans le Coran.
- L'indicatif téléphonique international pour appeler le Pakistan.
- Le numéro de la route européenne E92 qui part d'Igoumenítsa jusqu'à Vólos.
- L'identifiant ISBN pour les publications internationales comme celles de l'UNESCO.
- Le numéro du département français des Hauts-de-Seine.
- Le numéro du département français de l'Escaut, de 1795 à 1814.
- Années historiques : -92, 92 ou 1992.
- Ligne 92 du tramway de Bruxelles.
- Le nombre de lettres record pour un nom de localité (Livre Guinness des records : nom de localité le plus long), Tetaumatawhakatangihangakoauaotamateaurehaeaturipukapihimaungahoronukupokaiwhenuaakitanarahu (le nom d'un lieu māori), possède 92 caractères.